# Cathédrale Sainte-Marie de Newcastle upon Tyne
Cette  cathédrale ne doit pas être confondue avec une autre cathédrale de Newcastle upon Tyne.
 D’autres cathédrales portent le nom de cathédrale Sainte-Marie.
La cathédrale Sainte-Marie de Newcastle upon Tyne est la cathédrale catholique de Newcastle upon Tyne, en Angleterre, elle est le siège du diocèse de Hexham et Newcastle. 
L'édifice, situé sur la rue Clayton, est conçu par Augustus Pugin et construit entre 1842 et 1844. Il acquiert le statut de cathédrale en 1850 (avant même la cathédrale Saint-Nicolas, anglicane, qui ne devient cathédrale qu'en 1882). C'est un bâtiment Grade I et un bel exemple du style néogothique de l'architecture défendue par Pugin. 
Un monument dédié au cardinal Basil Hume, né à Newcastle, est érigé dans le jardin de la cathédrale. Il a été inauguré par la reine Élisabeth II en 2002.

## Galerie

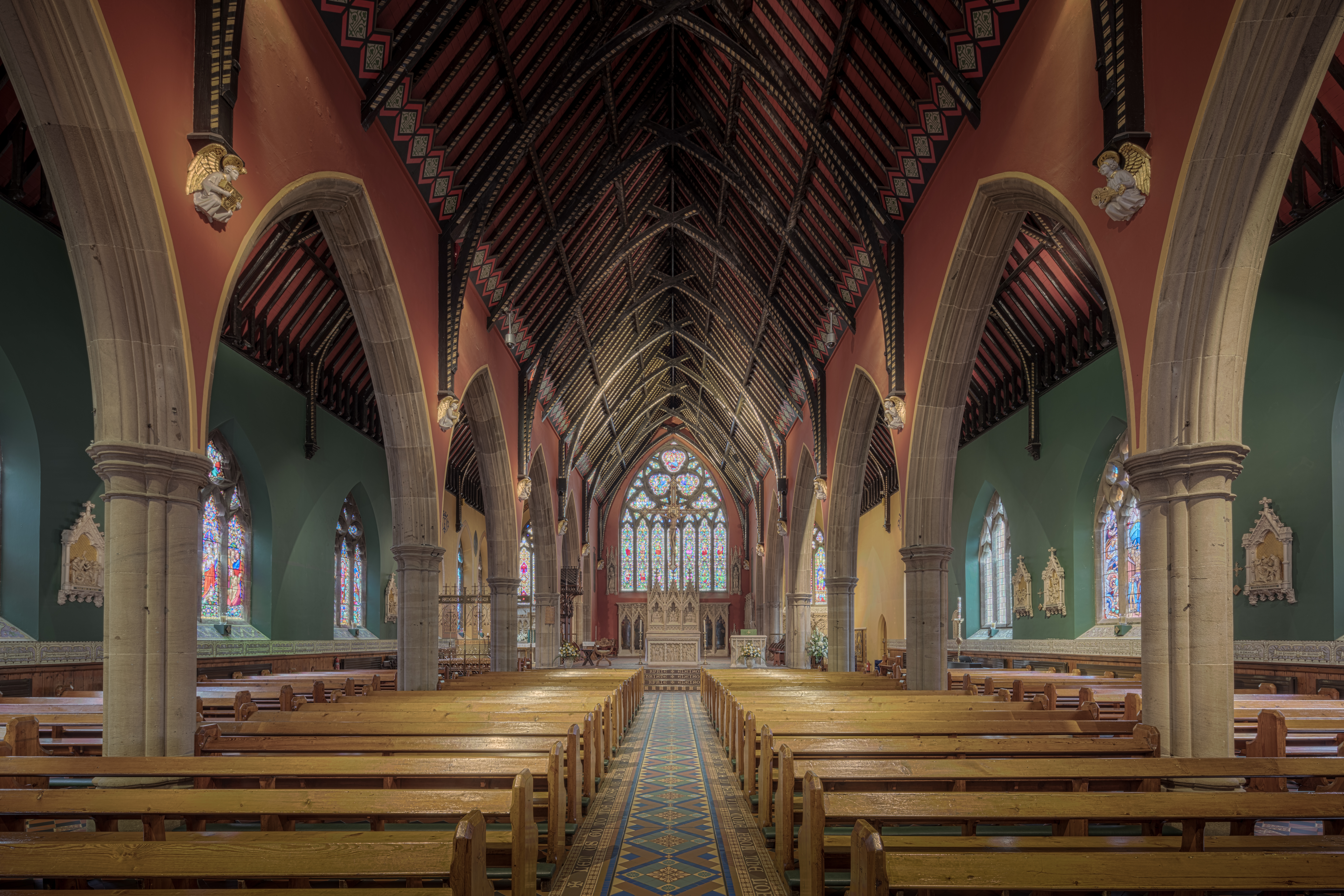
L'intérieur avec la nef centrale et le chœur.
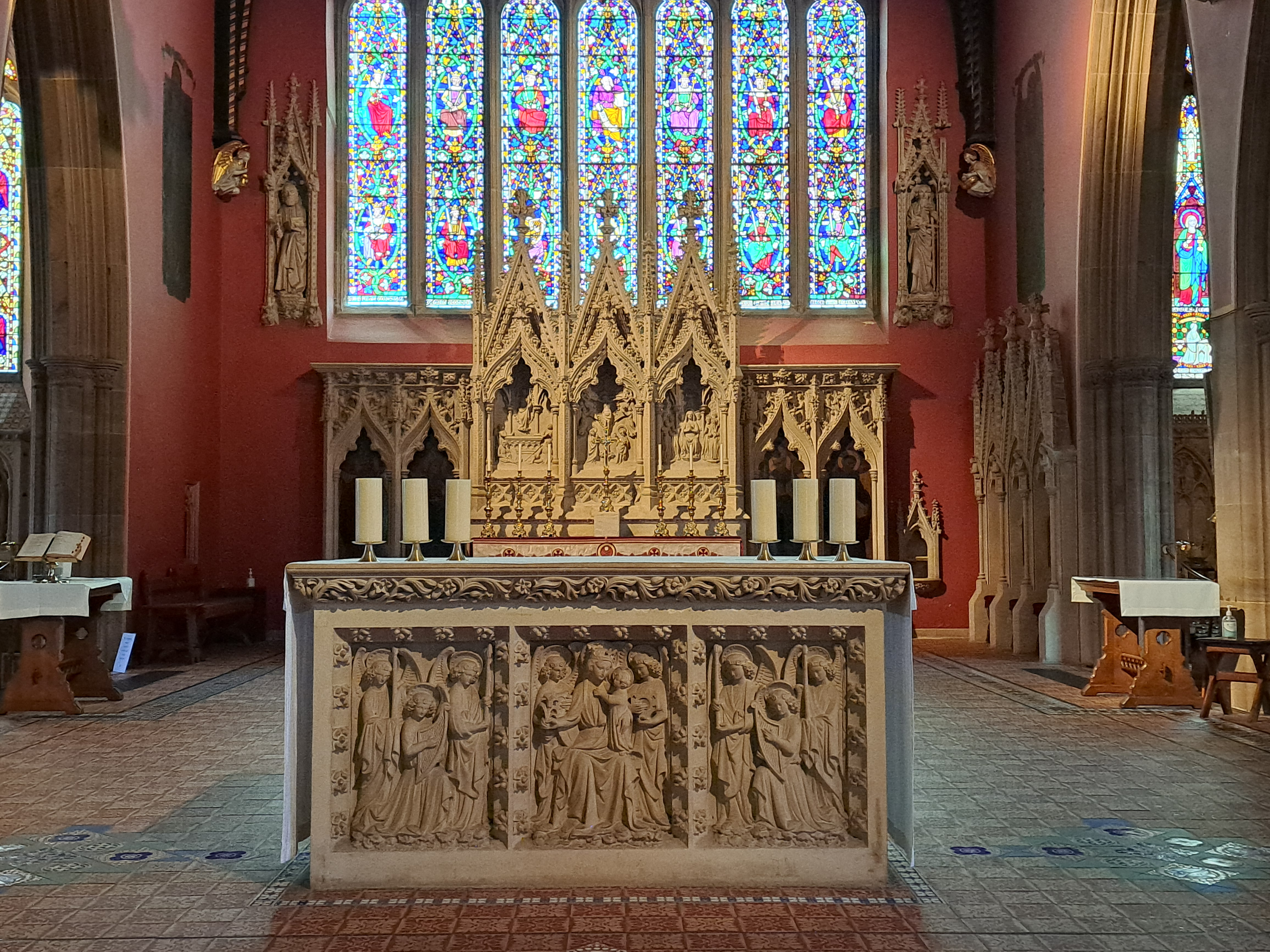
Le maître-autel.
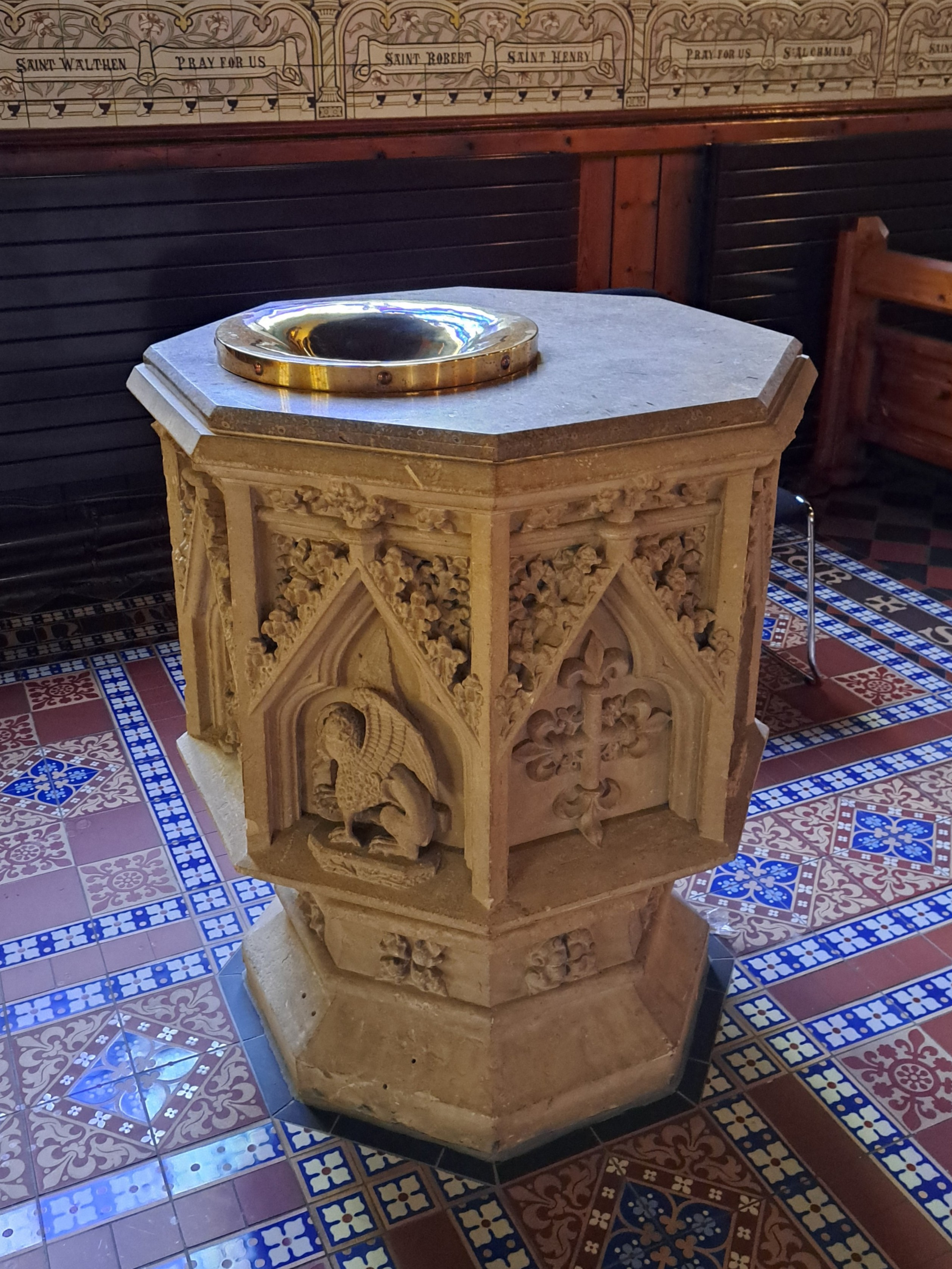
Les fonts baptismaux.

## Source
- (en) Cet article est partiellement ou en totalité issu de l’article de Wikipédia en anglais intitulé « St Mary's Cathedral, Newcastle upon Tyne » (voir la liste des auteurs).